# André Domingos
Pour les articles homonymes, voir André Silva (homonymie) et Silva.
André Domingos, de son nom complet André Domingos da Silva, né le 26 novembre 1972 à Santo André dans l'État de São Paulo, est un athlète brésilien, spécialiste du 100 m et du 200 m.
Il a participé aux Jeux olympiques d'été de 1996 à Atlanta, remportant une médaille de bronze en relais avec ses compatriotes Arnaldo da Silva, Robson da Silva et Édson Ribeiro.
Aux Jeux olympiques d'été de 2000 à Sydney, il était encore membre du relais brésilien avec Édson Ribeiro et les nouveaux venus, Vicente de Lima et Claudinei da Silva, qui remporta cette fois l'argent en relais 4 × 100 m.
Ses meilleures performances personnelles sont de 10 s 06 sur 100 m et 20 s 15 sur 200 m.

## Palmarès

### Jeux olympiques
- Jeux olympiques d'été de 1992 à Barcelone ( Espagne)
  - éliminé en série sur 100 m
- Jeux olympiques d'été de 1996 à Atlanta ( États-Unis)
  - éliminé en quart de finale sur 100 m
  -  Médaille de bronze en relais 4 × 100 m
- Jeux olympiques d'été de 2000 à Sydney ( Australie)
  - éliminé en quart de finale sur 100 m
  - éliminé en série  sur 200 m
  -  Médaille d'argent en relais 4 × 100 m
- Jeux olympiques d'été de 2004 à Athènes ( Grèce)
  - 8e en relais 4 × 100 m

### Championnats du monde d'athlétisme
- Championnats du monde d'athlétisme de 1993 à Stuttgart ( Allemagne)
  - éliminé en série  sur 200 m
- Championnats du monde d'athlétisme de 1995 à Göteborg ( Suède)
  - éliminé en série  sur 200 m
  - 6e en relais 4 × 100 m
- Championnats du monde d'athlétisme de 1997 à Athènes ( Grèce)
  - éliminé en quart de finale sur 100 m
- Championnats du monde d'athlétisme de 1999 à Séville ( Espagne)
  - éliminé en quart de finale sur 100 m
  - éliminé en série  sur 200 m
  -  Médaille de bronze en relais 4 × 100 m
- Championnats du monde d'athlétisme de 2001 à Edmonton ( Canada)
  - éliminé en série  sur 200 m
  - abandon en finale du relais 4 × 100 m
- Championnats du monde d'athlétisme de 2003 à Paris ( France)
  -  Médaille d'argent en relais 4 × 100 m

### Championnats du monde d'athlétisme en salle
- Championnats du monde d'athlétisme en salle de 1993 à Toronto ( Canada)
  - éliminé en série sur 200 m
- Championnats du monde d'athlétisme en salle de 1997 à Paris ( France)
  - éliminé en série sur 60 m

### Jeux panaméricains
- Jeux Panaméricains de 1995 à Mar del Plata ( Argentine)
  -  Médaille de bronze sur 100 m
- Jeux Panaméricains de 1999 à Winnipeg ( Canada)
  - 5e sur 100 m
  -  Médaille d'or en relais 4 × 100 m
- Jeux Panaméricains de 2003 à Saint-Domingue ( République dominicaine)
  -  Médaille de bronze sur 200 m
  -  Médaille d'or en relais 4 × 100 m

### Coupe du monde des nations d'athlétisme
- Coupe du monde des nations d'athlétisme de 1994 à Londres ( Royaume-Uni)
  - 3e au classement général avec les Amériques
  - 6e sur 100 m

## Sources
- (en) Cet article est partiellement ou en totalité issu de l’article de Wikipédia en anglais intitulé « André Domingos » (voir la liste des auteurs).